# Marie Mergey
Marie Mergey est une actrice française née à Fayl-Billot le 28 février 1922 et morte le 8 avril 2017 à Couilly-Pont-aux-Dames.

## Biographie
Présente au cinéma dès les années 1950, elle acquiert une certaine notoriété en jouant aussi bien des épouses acariâtres comme celle de Bourvil dans La Jument verte (1959) ou celle de Pierre Mondy dans Le Comte de Monte-Cristo (1961) que des femmes douces et effacées. À la télévision, elle est Honorine aux côtés de Claude Jade dans L'Île aux trente cercueils. Marie Mergey a aussi été présente au théâtre où elle a donné plusieurs représentations à succès et fut pensionnaire de la Comédie-Française entre 1983 et 1984. Elle avait débuté à Bourgoin en 1943, avec la troupe des romanesque de Jean Serge et Jacqueline Morane, aux côtés de Louis Arbessier, Roger Rudel, Guy Pierrault, et Armand Tavares.

## Filmographie

### Cinéma

#### Longs métrages
- 1946 : Ouvert pour cause d'inventaire  d'Alain Resnais (film amateur)
- 1953 : Les hommes ne pensent qu'à ça d'Yves Robert - (La Femme qui se dévoue)
- 1957 : Le Cas du docteur Laurent de Jean-Paul Le Chanois - (Un membre du comité d'établissement)
- 1958 : Maigret tend un piège de Jean Delannoy - (La dactylo de la P.J)
- 1958 : Guinguette de Jean Delannoy - (Julie)
- 1959 : Les Yeux de l'amour de Denys de La Patellière - (La concierge)
- 1959 : Rue des Prairies de Denys de La Patellière - (La crémière)
- 1959 : La Jument verte de Claude Autant-Lara - (Adélaïde Haudoin, la femme acariâtre d'Honoré)
- 1960 : Vive Henri IV, vive l'amour de Claude Autant-Lara - (Léonora Galigaï)
- 1961 : L'Affaire Nina B. de Robert Siodmak - (La première infirmière de la clinique)
- 1961 : Le Comte de Monte-Cristo de Claude Autant-Lara - (Madame Caderousse)
- 1961 : Climats de Stellio Lorenzi
- 1962 : Le Jour et l'Heure de René Clément - (La femme de l'aubergiste)
- 1964 : Les Aventures de Salavin de Pierre Granier-Deferre
- 1965 : La guerre est finie d'Alain Resnais - (Madame Lopez)
- 1970 : Bof… Anatomie d'un livreur de Claude Faraldo - (La mère)
- 1974 : La Coupe à dix francs de Philippe Condroyer - (La mère d'André)
- 1976 : Marie-poupée de Joël Séria - (Germaine, la servante de Claude)
- 1981 : Asphalte de Denis Amar
- 1985 : Douce France de François Chardeaux - (La grand-mère de Frédéric)
- 1986 : Le Moustachu de Dominique Chaussois - (La vieille dame dans l'auto)
- 1988 : La Vouivre de Georges Wilson - (La mère Mindeur)
- 1989 : Un jeu d'enfant de Pascal Kané - (La grand-mère)
- 1989 : Mado, poste restante d'Alexandre Adabachian - (Mademoiselle Blanche)
- 1990 : Madame Bovary de Claude Chabrol - (Madame Bovary, la mère de Charles)
- 1990 : Lune froide de Patrick Bouchitey - (Suzanne, la tante de Simon)
- 1991 : Boulevard des hirondelles de Josée Yanne - (Cécile)
- 1991 : À demain de Didier Martiny - (tante Germaine)
- 1992 : La Joie de vivre de Roger Guillot - (Mrs Jolly)
- 1993 : Grosse fatigue de Michel Blanc - (La mère de Michel Blanc)
- 1994 : Adultère (mode d'emploi) de Christine Pascal - (La servante de la maîtresse brune)
- 1999 : Inséparables de Michel Couvelard - (La mère)
- 1999 : Meilleur Espoir féminin de Gérard Jugnot - (Madame Cloarec)
- 2000 : L'Art (délicat) de la séduction de Richard Berry - (La concierge)
- 2002 : Laisse tes mains sur mes hanches de Chantal Lauby - (Anna, la joueuse de belote)
- 2003 : Rire et Châtiment d'Isabelle Doval - (madame Bourdier)
- 2003 : Tout le plaisir est pour moi d'Isabelle Broué - (Henriette)
- 2003 : Le Cou de la girafe de Safy Nebbou - (Émilie)
- 2004 : Palais Royal ! de Valérie Lemercier - (La dame à l'Eurostar)
- 2006 : Mon meilleur ami de Patrice Leconte - (La veuve)
- 2007 : La Première Étoile de Lucien Jean-Baptiste - (copine de « Bonne Maman » #2)

#### Courts métrages
- 1945 : L'Ennemi secret de J.K. Raymond-Millet
- 1982 : L'Ange de l'abîme d'Annie Tresgot - documentaire (30 min) - (Elle-même)
- 2000 : La Bisque de homard d'Emmanuelle Gorgiard
- 2002 : Oya isola de Sabrina Van Tassel - (La grand-mère maternelle d'Elise)
- 2006 : Sentence finale de Franck Allera - (Madame hécate, la femme mystérieuse)

### Télévision
- 1956 : En votre âme et conscience, épisode : L'Affaire Lesnier de Jean Prat
- 1957 : En votre âme et conscience, épisode : L'Affaire Houet de  Claude Barma
- 1958 : En votre âme et conscience :  L'Affaire de Villemomble de Claude Barma
- 1960 : Le Théâtre de la jeunesse (épisode : Le Prince et le Pauvre de Mark Twain), réalisation Marcel Cravenne
- 1960 : En votre âme et conscience, épisode : Le Procès de Celestine Doudet ou le Secret de Mademoiselle de Jean Prat
- 1962 : L'inspecteur mène l'enquête, épisode : Le retour d'Hélène de Claude Barma
- 1967 : La Princesse du rail de Henri Spade : Mme Claudius
- 1972 : Le Père Goriot de Guy Jorré d'après Honoré de Balzac
- 1974 : Au théâtre ce soir : Giliane ou Comme un oiseau de Ronald Millar & Nigel Balchin, mise en scène Grégoire Aslan, réalisation Georges Folgoas, Théâtre Marigny
- 1975 : Les Enquêtes du commissaire Maigret (série télévisée) épisode La Guinguette à deux sous de René Lucot
- 1977 : Dernier appel d'Abder Isker
- 1979 : L'Île aux trente cercueils feuilleton de Marcel Cravenne
- 1979 : Les Cinq Dernières Minutes épisode Mort à la criée de Claire Jortner
- 1980 : Les Mystères de Paris d'André Michel
- 1989 : Racket, série Mésaventures d'Emmanuel Fonlladosa
- 2005 : Julie Lescaut, épisode 2 saison 14, Justice est faite de Luc Goldenberg : Madame Benetti
- 2008 : Boulevard du Palais , épisode 0 saison 2008, Stationnement dangereux de Marie Guilmineau

## Théâtre
- 1950 : L'Échange de Paul Claudel, mise en scène Hubert Gignoux, Centre dramatique de l'Ouest
- 1955 : Andréa ou la fiancée du matin de Hugo Claus, mise en scène Sacha Pitoëff, Théâtre de l'Œuvre
- 1955 : Les Trois Sœurs d'Anton Tchekhov, mise en scène Sacha Pitoëff, Théâtre de l'Œuvre
- 1956 : Les Bas-fonds de Maxime Gorki, mise en scène Sacha Pitoëff, Théâtre de l'Œuvre
- 1957 : La Réunion de famille, mise en scène Maurice Guillaud, Théâtre de l'Œuvre
- 1961 : Une sainte de Julia Chamorel, mise en scène Roland Dubillard, Théâtre de Poche
- 1961 : Arlequin valet de deux maîtres de Carlo Goldoni, mise en scène Edmond Tamiz, Théâtre Récamier
- 1964 : Jacques le fataliste de Henry Mary d'après Diderot, mise en scène Edmond Tamiz, Théâtre Récamier
- 1965 : Comme un oiseau de Ronald Millar & Nigel Balchin, mise en scène Sacha Pitoëff, Théâtre Antoine
- 1967 : Le Revizor de Nicolas Gogol, mise en scène Edmond Tamiz, Comédie de Saint-Étienne Théâtre de l'Est parisien
- 1972 : La Mort des fantômes de Bernard Dabry, mise en scène Denis Llorca, Théâtre de l'Ouest parisien
- 1983 : Marie Stuart de Friedrich von Schiller, mise en scène Bernard Sobel, Comédie-Française au Festival d'Avignon, Théâtre de Gennevilliers
- 1988 : Mala Strana de Daniel Besnehard, mise en scène Claude Yersin, Nouveau théâtre d'Angers
- 1992 : Les Prodiges de Jean Vauthier, mise en scène Marcel Maréchal, Théâtre de la Criée
- 1993 : Les Prodiges de Jean Vauthier, mise en scène Marcel Maréchal, Théâtre national de la Colline
- 1997 : Les Prodiges de Jean Vauthier, mise en scène Marcel Maréchal, Théâtre du Rond-Point
- Elle débuté au théatre à Bourgoin (38300) avec la Cie des romanesques de Jean Serge et Jacqueline Morane en 1943 aux côtés de Roger Rudel, L. Arbeyssier et Guy Pierrauld. Le maire de la ville qui assistait à la 1re de leur spectacle était un certain Pierre Rajon, qui donnera son nom au stade.